# Oriel Park
Het Oriel Park is een multifunctioneel stadion in Dundalk, een stad in Ierland. 
Op de plek van dit stadion lag een veld dat eigendom was van de familie Casey, bekend als "Casey's Field". Zij stelden dit terrein beschikbaar voor het spelen van voetbalwedstrijden. Het stadion werd geopend in 1919. In 2005 werd een nieuw kunstgrasveld in het stadion gelegd en in 2007 waren er renovaties aan het dak. In het stadion is plaats voor 6.000 toeschouwers. Aan beide zijden van het stadion is er een overdekte tribune.
Het stadion wordt vooral gebruikt voor voetbalwedstrijden, vanaf 1936 maakte de voetbalclub Dundalk FC gebruik van dit stadion. In het stadion worden regelmatig internationale wedstrijden gespeeld. Het was ook een van de stadions op het Europees kampioenschap voetbal onder 16 van 1994. Er werden drie groepswedstrijden en een kwartfinale gespeeld.

## Afbeeldingen

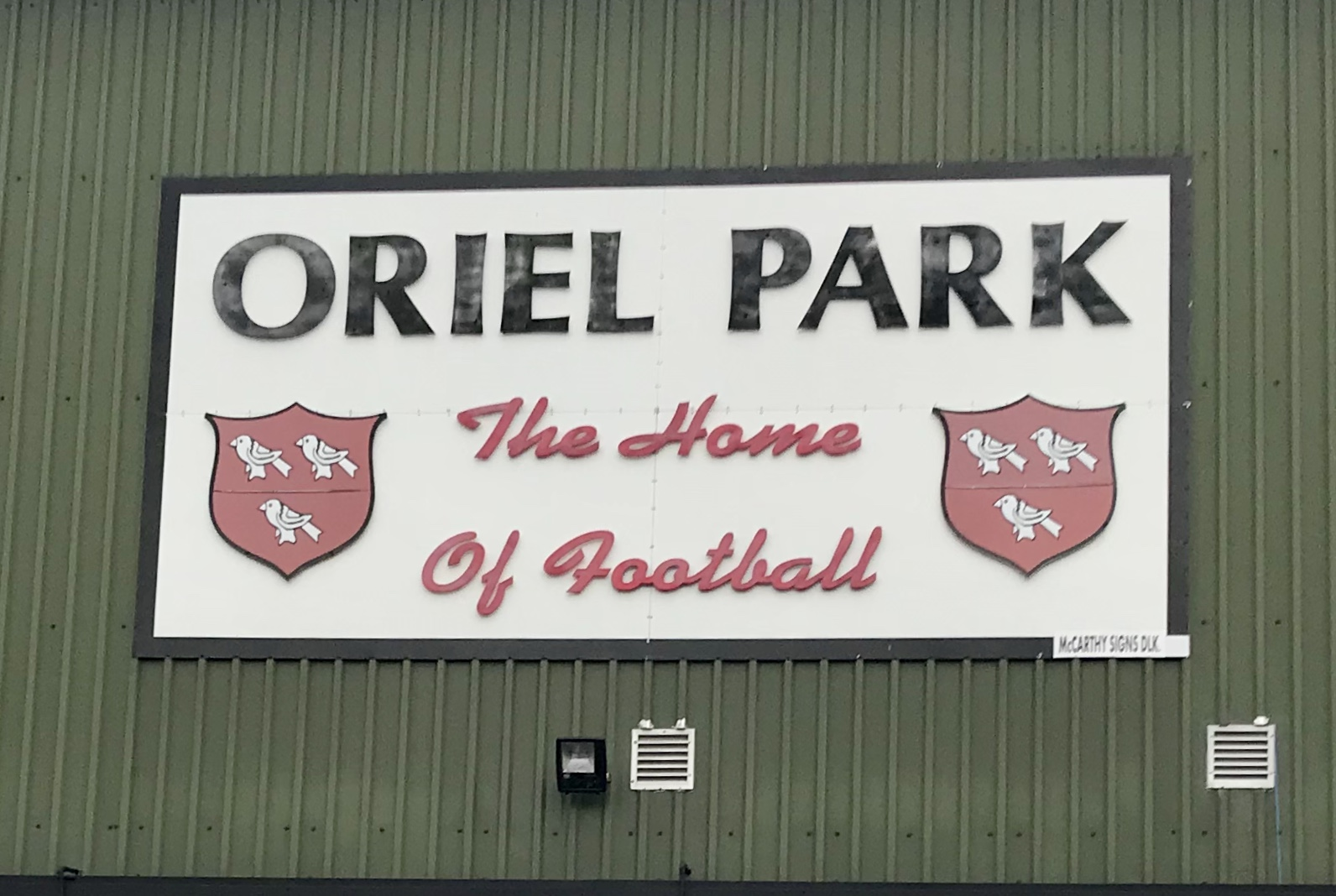
Bord met de naam van het stadion.
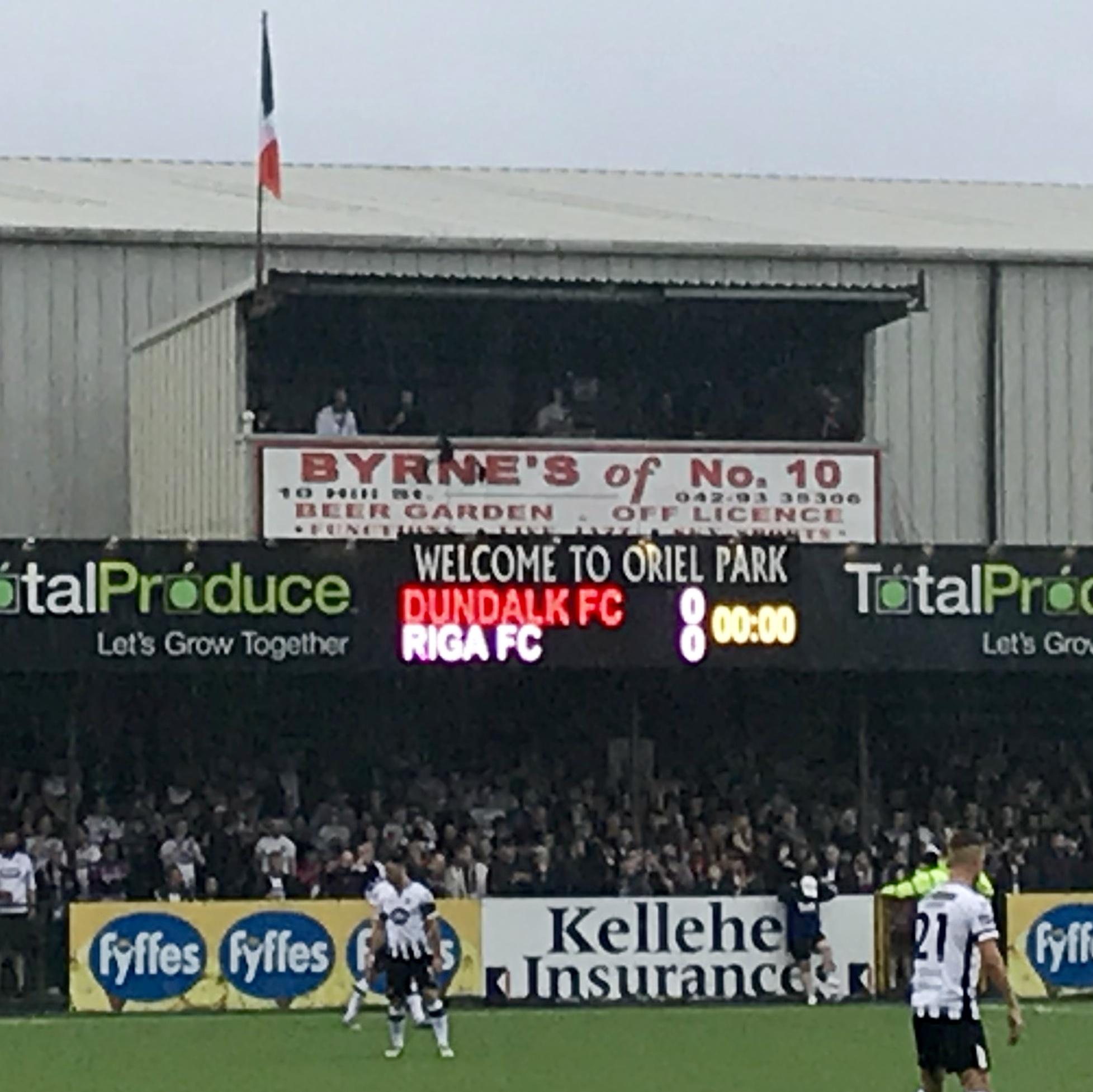
Box van waaruit commentaar wordt geleverd.
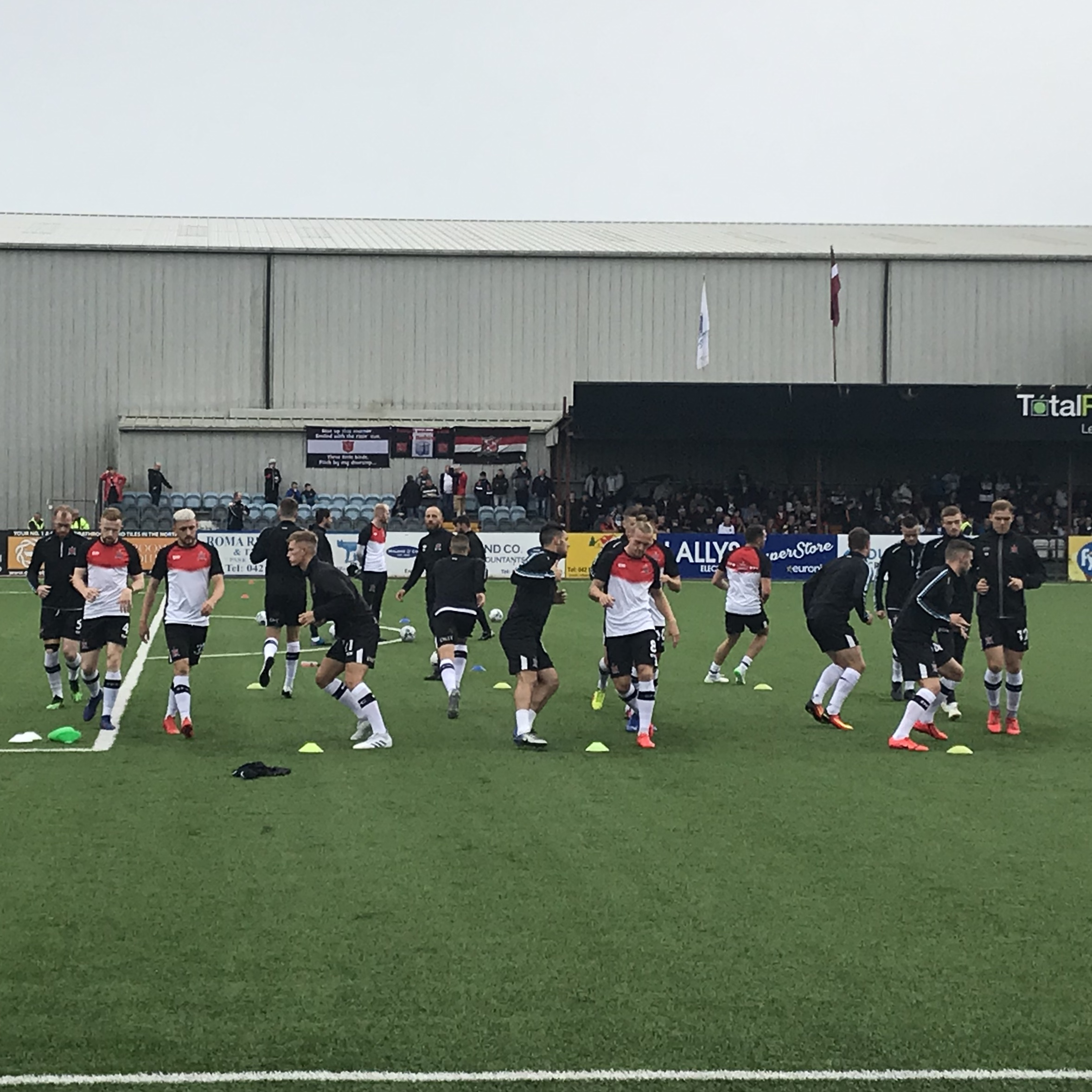
Dundalk F.C. tijdens een warming up in 2019.

Dalymount Park (Bohemian FC) ·
Finn Park (Finn Harps FC) ·
Oriel Park (Dundalk FC) ·
Richmond Park (St. Patrick's Athletic FC) ·
Ryan McBride Brandywell Stadium (Derry City FC) ·
Showgrounds (Sligo Rovers FC) ·
Tallaght Stadium (Shamrock Rovers FC) ·
Tolka Park (Shelbourne FC) ·
Turners Cross (Cork City FC) ·
Waterford Regional Sports Centre (Waterford FC)
Athlone Town Stadium (Athlone Town FC) ·
Bishopsgate (Longford Town FC) ·
Carlisle Grounds (Bray Wanderers AFC) ·
Eamonn Deacy Park (Galway United FC) ·
Ferrycarrig Park (Wexford FC) ·
St. Colman's Park (Cobh Ramblers FC) ·
Stradbrook Road (Cabinteely FC) ·
Tallaght Stadium (Shamrock Rovers FC II) ·
UCD Bowl (University College Dublin AFC) ·
Head in the Game Park (Drogheda United FC) ·